# Elecciones presidenciales del Alto Karabaj de 1996
Las elecciones presidenciales se celebraron en la República de Nagorno-Karabaj el 24 de noviembre de 1996. El resultado fue la victoria del candidato independiente Robert Kocharián, que recibió el 88.91% de los votos.

## Resultados
|  | 88.91 % |

|  | 7.09 % |

|  | 4.00 % |

|  | 96.72 % |

|  | 3.28 % |

|  | 78.07 % |

- Datos: Q20987590

1. ↑  «November 24, 1996 | NKR CEC». web.archive.org. 18 de mayo de 2015. Archivado desde el original el 18 de mayo de 2015. Consultado el 29 de junio de 2022.